# Prix Guldbagge du meilleur acteur
Le prix Guldbagge du meilleur acteur (suédois : Guldbaggen för bästa manliga huvudroll) est une récompense de cinéma suédoise récompensant le meilleur acteur dans un rôle principal lors des prix Guldbagge.

## Palmarès
Sauf indication contraire ou complémentaire, les informations mentionnées dans cette section peuvent être confirmées par le palmarès des gagnants du Meilleur acteur dans un rôle principal décerné par l'Institut suédois du film.
- En 1964 : Keve Hjelm pour le film Le Quartier du corbeau
- En 1965 : Jarl Kulle pour le film Bröllopsbesvär
- En 1966 : Thommy Berggren pour le film Heja Roland!
- En 1967 : Per Oscarsson pour le film La Faim
- En 1968 : Halvar Björk pour le film Badarna
- En 1969 : Roland Hedlund pour le film Ådalen '31
- En 1970 : Carl-Gustaf Lindstedt pour le film Harry Munter
- En 1971 : Pas de cérémonie
- En 1972 : Eddie Axberg pour les films Les Émigrants et Le Nouveau Monde
- En 1973 : Gösta Ekman pour le film Mannen som slutade röka (L'Homme qui a renoncé au tabac)
- En 1974 : Allan Edwall pour le film Emil et le Porcelet
- En 1975 : Göran Stangertz pour le film Det sista äventyret
- En 1976 : Toivo Pawlo pour le film Hallo Baby
- En 1977 : Håkan Serner pour les films Un flic sur le toit et Bang!
- En 1978 : Anders Lönnbro pour le film Lyftet
- En 1979 : Anders Åberg pour le film Kejsaren
- En 1980 : Peter Lindgren pour le film Je suis Marie
- En 1981 : Ingvar Hirdwall pour le film Barnens ö
- En 1982 : Stellan Skarsgård pour le film L'Assassin candide
- En 1983 : Jarl Kulle pour le film Fanny et Alexandre
- En 1984 : Sven Wollter pour les films Mannen från Mallorca et Sista leken
- En 1985 : Anton Glanzelius pour le film Ma vie de chien
- En 1986 : Erland Josephson pour les films Amorosa et Le Sacrifice
- En 1987 : Max von Sydow pour le film Pelle le Conquérant
- En 1988 : Tomas Bolme pour le film Fordringsägare
- En 1989 : Stellan Skarsgård pour les films Täcknamn Coq Rouge et Les Femmes sur le toit
- En 1990 : Börje Ahlstedt pour le film Kaninmannen
- En 1991 : Lasse Åberg pour le film Den ofrivillige golfaren
- En 1992 : Rolf Lassgård pour le film Min store tjocke far
- En 1993 : Sven Lindberg pour le film Glädjekällan
- En 1994 : Sven-Bertil Taube pour le film Händerna
- En 1995 : Loa Falkman pour le film Kaninmannen
- En 1996 : Max von Sydow pour le film Hamsun
- En 1997 : Göran Stangertz pour le film Spring för livet
- En 1998 : Krister Henriksson pour le film Veranda för en tenor
- En 1999 : Björn Kjellman pour le film Vägen ut
- En 2000 : Kjell Bergqvist pour le film Den bästa sommaren
- En 2001 : Sven Wollter pour le film En sång för Martin
- En 2002 : Michael Nyqvist pour le film Grabben i graven bredvid
- En 2004 : Jonas Karlsson pour le film Detaljer
- En 2005 : Robert Gustafsson pour le film Fyra nyanser av brunt
- En 2006 : Krister Henriksson pour le film Sex hopp & kärlek
- En 2007 : Gustaf Skarsgård pour le film Förortsungar
- En 2008 : Michael Segerström pour le film Darling
- En 2009 : Mikael Persbrandt pour le film Instants éternels (Maria Larssons eviga ögonblick)
- En 2010 : Claes Ljungmark pour le film Une solution rationnelle
- En 2011 : Joel Kinnaman pour le film Easy Money
- En 2012 : Sven-Bertil Taube pour le film En enkel till Antibes
- En 2013 : Johannes Brost pour le film Avalon
- En 2014 : Mikael Persbrandt pour le film Mig äger ingen
- En 2015 : Sverrir Gudnason pour le film Flugparken
- En 2016 : Rolf Lassgård pour le film En man som heter Ove (Mr. Ove)
- En 2017 : Anders Mossling pour le film Yarden
- En 2018 : Fares Fares pour le film Le Caire confidentiel (The Nile Hilton Incident)
- En 2019 : Joakim Sällquist pour le film Goliat
- En 2020 : Levan Gelbakhiani pour Et puis nous danserons
- En 2021 : Uje Brandelius pour Spring Uje spring